# 広島県道421号矢多田阿字線
広島県道421号矢多田阿字線（ひろしまけんどう421ごう やただあじせん）は、広島県府中市を通る一般県道である。

## 概要
府中市上下町矢多田から府中市阿字町に至る。

### 路線データ
- 起点：府中市上下町矢多田（国道432号交点、広島県道427号宇賀矢野線終点）
- 終点：府中市阿字町（広島県道24号府中上下線交点）
- 総延長：8.9 km

## 歴史
- 1980年（昭和55年）7月1日 - 広島県告示第583号により認定される。
- 2004年（平成16年）4月1日 - 甲奴郡上下町が府中市に編入されたことに伴い全部分が府中市域を通る路線になり、併せて起点の地名表記が変更される（甲奴郡上下町矢多田→府中市上下町矢多田）

## 地理

### 通過する自治体
- 府中市

### 交差する道路
| 交差する道路                                                  | 交差する場所 | 交差する場所 |
| ------------------------------------------------------------- | ------------ | ------------ |
| 国道432号 広島県道25号三原東城線 重複 広島県道427号宇賀矢野線 | 上下町矢多田 | 起点         |
| 広島県道24号府中上下線                                        | 阿字町       | 終点         |

### 沿線
- JR西日本福塩線 備後矢野駅（起点付近）
- 府中市立上下南小学校（起点付近）
- 岳山 - 標高：741 m